# Oscarsgalan 1957
Oscarsgalan 1957 som hölls 27 mars 1957 var den 29:e upplagan av Oscarsgalan där det prestigefyllda amerikanska filmpriset Oscar delades ut till filmer som kom ut under 1956.

## Priskategorier

### Bästa film
Vinnare:
Jorden runt på 80 dagar - Michael Todd
Övriga nominerade:
Folket i den lyckliga dalen - William Wyler
Jätten - George Stevens, Henry Ginsberg
Kungen och jag - Charles Brackett
De tio budorden - Cecil B. DeMille

### Bästa manliga huvudroll
Vinnare:
Kungen och jag - Yul Brynner
Övriga nominerade:
Jätten - James Dean
Han som älskade livet - Kirk Douglas
Jätten - Rock Hudson
Richard III - Laurence Olivier

### Bästa kvinnliga huvudroll
Vinnare:
Anastasia - Ingrid Bergman (närvarade inte vid ceremonin)
Övriga nominerade:
Baby Doll - Carroll Baker
Regnmakaren - Katharine Hepburn
Det onda arvet - Nancy Kelly
Kungen och jag - Deborah Kerr

### Bästa manliga biroll
Vinnare:
Han som älskade livet - Anthony Quinn
Övriga nominerade:
Bus Stop - Don Murray
Folket i den lyckliga dalen - Anthony Perkins
Mellan himmel och helvete - Mickey Rooney
För alla vindar - Robert Stack

### Bästa kvinnliga biroll
Vinnare:
För alla vindar - Dorothy Malone
Övriga nominerade:
Baby Doll - Mildred Dunnock
Det onda arvet - Eileen Heckart
Jätten - Mercedes McCambridge
Det onda arvet - Patty McCormack

### Bästa regi
Vinnare:
Jätten - George Stevens
Övriga nominerade:
Jorden runt på 80 dagar - Michael Anderson
Kungen och jag - Walter Lang
Krig och fred - King Vidor
Folket i den lyckliga dalen - William Wyler

### Bästa originalmanus
Vinnare:
Den röda ballongen - Albert Lamorisse
Övriga nominerade:
Mellan himmel och helvete - Robert Lewin
Din in i döden - Andrew L. Stone
La Strada - landsvägen - Federico Fellini, Tullio Pinelli
Ladykillers - William Rose

### Bästa spelfilmsberättelse
Vinnare:
Gitano - den obesegrade - Dalton Trumbo
Övriga nominerade:
Musik under stjärnorna - Leo Katcher
Den heta staden - Jean-Paul Sartre
Umberto D. - Cesare Zavattini

### Bästa manus efter förlaga
Vinnare:
Jorden runt på 80 dagar - James Poe, John Farrow, S.J. Perelman
Övriga nominerade:
Baby Doll - Tennessee Williams
Jätten - Fred Guiol, Ivan Moffat
Han som älskade livet - Norman Corwin
Folket i den lyckliga dalen - Michael Wilson

### Bästa foto (färg)
Vinnare:
Jorden runt på 80 dagar - Lionel Lindon
Övriga nominerade:
Musik under stjärnorna - Harry Stradling Sr.
Kungen och jag - Leon Shamroy
De tio budorden - Loyal Griggs
Krig och fred - Jack Cardiff

### Bästa foto (svartvitt)
Vinnare:
Gatans kung - Joseph Ruttenberg
Övriga nominerade:
Baby Doll - Boris Kaufman
Det onda arvet - Harold Rosson
Storstadsdjungel - Burnett Guffey
Diligenskuppen - Walter Strenge

### Bästa scenografi (svartvitt)
Vinnare:
Gatans kung - Cedric Gibbons, Malcolm Brown, Edwin B. Willis, F. Keogh Gleason
Övriga nominerade:
Att älska eller hata - Hal Pereira, A. Earl Hedrick, Sam Comer, Frank R. McKelvy
De sju samurajerna - Takashi Matsuyama
Huv'et på skaft - Ross Bellah, William Kiernan, Louis Diage
Hård ungdom - Lyle R. Wheeler, Jack Martin Smith, Walter M. Scott, Stuart A. Reiss

### Bästa scenografi (färg)
Vinnare:
Kungen och jag - Lyle R. Wheeler, John DeCuir, Walter M. Scott, Paul S. Fox
Övriga nominerade:
Jorden runt på 80 dagar - James W. Sullivan, Ken Adam, Ross Dowd
Jätten - Boris Leven, Ralph S. Hurst
Han som älskade livet - Cedric Gibbons, Hans Peters, E. Preston Ames, Edwin B. Willis, F. Keogh Gleason
De tio budorden - Hal Pereira, Walter H. Tyler, Albert Nozaki, Sam Comer, Ray Moyer

### Bästa kostym (svartvitt)
Vinnare:
Huv'et på skaft - Jean Louis
Övriga nominerade:
Uppdrag i London - Helen Rose
Att älska eller hata - Edith Head
De sju samurajerna - Kôhei Ezaki
Hård ungdom - Charles Le Maire, Mary Wills

### Bästa kostym (färg)
Vinnare:
Kungen och jag - Irene Sharaff
Övriga nominerade:
Jorden runt på 80 dagar - Miles White
Jätten - Moss Mabry, Marjorie Best
De tio budorden - Edith Head, Ralph Jester, John Jensen, Dorothy Jeakins, Arnold Friberg
Krig och fred - Maria De Matteis

### Bästa ljud
Vinnare:
Kungen och jag - Carlton W. Faulkner (20th Century-Fox SSD)
Övriga nominerade:
Gitano - den obesegrade - Buddy Myers (RKO Radio)
Musik under stjärnorna - John P. Livadary (Columbia SSD)
Folket i den lyckliga dalen - Gordon R. Glennan (Westrex Sound Services), Gordon Sawyer (Samuel Goldwyn SSD)
De tio budorden - Loren L. Ryder (Paramount SSD)

### Bästa klippning
Vinnare:
Jorden runt på 80 dagar - Gene Ruggiero, Paul Weatherwax
Övriga nominerade:
Gitano - den obesegrade - Merrill G. White
Jätten - William Hornbeck, Philip W. Anderson, Fred Bohanan
Gatans kung - Albert Akst
De tio budorden - Anne Bauchens

### Bästa specialeffekter
Vinnare:
De tio budorden - John P. Fulton
Övriga nominerade:
Förbjuden värld - A. Arnold Gillespie, Irving G. Ries, Wesley C. Miller

### Bästa sång
Vinnare:
Mannen som visste för mycket - Jay Livingston, Ray Evans för "Whatever Will Be, Will Be (Que Sera, Sera)".
Övriga nominerade:
Folket i den lyckliga dalen - Dimitri Tiomkin (musik), Paul Francis Webster (text) för "Friendly Persuasion (Thee I Love)".
Din in i döden - Leith Stevens (musik), Tom Adair (text) för "Julie".
En skön historia - Cole Porter för "True Love".
För alla vindar - Victor Young (musik), Sammy Cahn (text) för "Written on the Wind".

### Bästa filmmusik (musikal)
Vinnare:
Kungen och jag - Alfred Newman, Ken Darby
Övriga nominerade:
Allt beror på dej - Lionel Newman
Musik under stjärnorna - Morris Stoloff, George Duning
En skön historia - Johnny Green, Saul Chaplin
Viva Las Vegas - George Stoll, Johnny Green

### Bästa filmmusik (drama eller komedi)
Vinnare:
Jorden runt på 80 dagar - Victor Young
Övriga nominerade:
Anastasia - Alfred Newman
Djävulsön - Hugo Friedhofer
Jätten - Dimitri Tiomkin
Regnmakaren - Alex North

### Bästa kortfilm (tvåaktare)
Vinnare:
Den skräddarsydda rocken - George K. Arthur
Övriga nominerade:
Cow Dog - Larry Lansburgh
The Dark Wave - John Healy
Samoa - Walt Disney

### Bästa kortfilm (enaktare)
Vinnare:
Crashing the Water Barrier - Constantin Kalser
Övriga nominerade:
I Never Forget a Face - Robert Youngson
Time Stood Still - Cedric Francis

### Bästa animerade kortfilm
Vinnare:
Magoo's Puddle Jumper - Stephen Bosustow
Övriga nominerade:
Gerald McBoing! Boing! on Planet Moo - Stephen Bosustow
The Jaywalker - Stephen Bosustow

### Bästa dokumentära kortfilm
Vinnare:
The True Story of the Civil War - Louis Clyde Stoumen
Övriga nominerade:
A City Decides -  (Charles Guggenheim & Assocs.)
The Dark Wave - John Healy
The House Without a Name - Valentine Davies
Disneyland - Ward Kimball avsnittet  "Man in Space (#1.20)".

### Bästa dokumentärfilm
Vinnare:
Den tysta världen - Jacques-Yves Cousteau
Övriga nominerade:
The Naked Eye - Louis Clyde Stoumen
Hvor bjergene sejler -  Danska regeringens filmkommitté

### Bästa utländska film
Vinnare:
La Strada - landsvägen - Dino De Laurentiis, Carlo Ponti (Italien)
Övriga nominerade:
Kuppen i Köpenick - Gyula Trebitsch, Walter Koppel (Tyskland)
Gervaise - Agnès Delahaie (Frankrike)
Biruma no tategoto - Masayuki Takagi (Japan)
Qivitog - flykting i fjällen - O. Dalsgaard-Olsen (Danmark)

### Heders-Oscar
Eddie Cantor

### Irving G. Thalberg Memorial Award
Buddy Adler

### Jean Hersholt Humanitarian Award
Y. Frank Freeman